# Urban Illusions
Urban Illusions is een show/groep die het genre hiphop afwisselt met breakdance en illusies.
Urban Illusions was onder andere een voormalige show in familiepretpark Walibi Holland in Biddinghuizen. De show was te zien in de seizoenen 2007 en 2008. Nadien speelde Christian Farla nog twee seizoenen. Vanaf december 2009 stond Urban Illusions in Studio 21. Bovendien traden zij op in Bellewaerde.
Afbeeldingen · Lijst van attracties